# Хэнбери-Уильямс, Джон
Сэр Джон Хэнбери-Уильямс (англ. John Hanbury-Williams, 19 октября 1859 — 19 октября 1946) — английский генерал.

## Биография
Участвовал во Второй англо-бурской войне (1899—1902).
Во время Первой мировой войны в 1914—1917 был английским представителем при русской ставке. В 1918—1919 возглавлял отдел по делам британских военнопленных. С 1920 по 1934 был маршалом дипломатического корпуса при королевском дворе.
В 1911—1921 годах был членом МОК от Канады. В 1922 году издал книгу воспоминаний «Николай II как я его знал» (англ. The Emperor Nicholas II, as I knew him). Был известен своими антибольшевистскими убеждениями, стал одним из основателей «Лиги Свободы» (англ. Liberty League).
Умер в 1946 году в свой 87-й день рождения.

## Награды
- Орден Бани — Рыцарь-Командор (KCB)
- Орден Святого Михаила и святого Георгия — Кавалер (CMG)
- Королевский Викторианский орден — Рыцарь Большого Креста (GCVO)